# Dryopteris ambroseae
Dryopteris ambroseae är en träjonväxtart som beskrevs av Fraser-jenk. och Jermy. Dryopteris ambroseae ingår i släktet Dryopteris och familjen Dryopteridaceae. Inga underarter finns listade.